# 塔馬夸

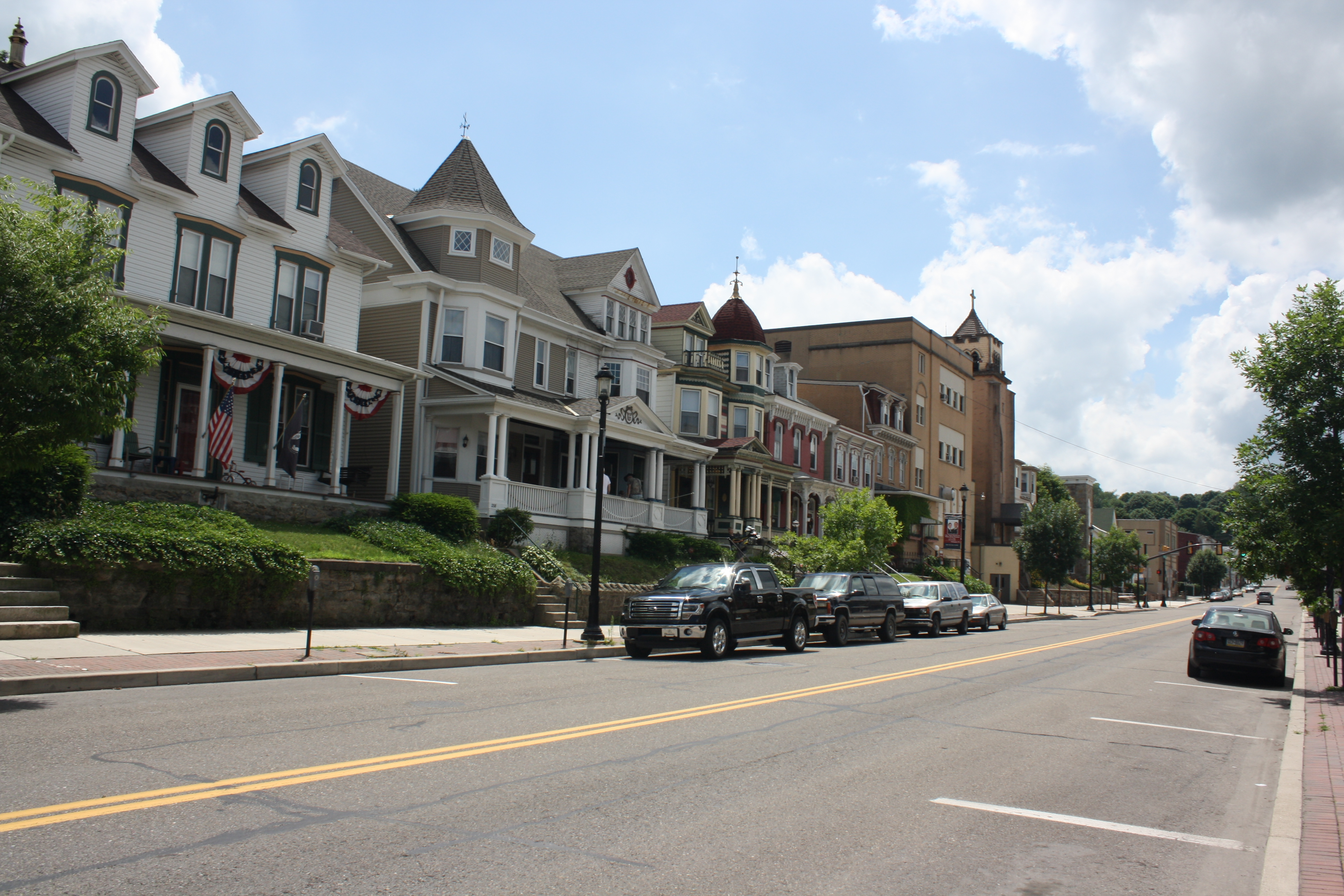
塔馬夸

塔馬夸（Tamaqua）是美國賓夕法尼亞州斯古吉爾縣的一座城鎮，位於黑茲爾頓南方約20公里、波茨維爾東方約24公里。2020年有人口6,934人。